# Maxwell Eley
Charles Ryves Maxwell Eley (OBE) (16. september 1902 - 15. januar 1983) var en engelsk roer og olympisk guldvinder.
Eley studerede på University of Cambridge og deltog i 1924 i det traditionsrige Oxford vs. Cambridge Boat Race på Themsen.
Eley vandt en guldmedalje for Storbritannien ved OL 1924 i Paris i disciplinen firer uden styrmand. Bådens øvrige besætning var James MacNabb, Robert Morrison og Terence Sanders. Den britiske båd sikrede sig guldmedaljen efter en finale, hvor Canada vandt sølv mens Schweiz fik bronze. Det var den eneste udgave af OL han deltog i.

## OL-medaljer
- 1924:  Guld i firer uden styrmand